# Reinhard Frieling
Reinhard Frieling (* 15. Juni 1936 in Dortmund) ist ein deutscher evangelischer Theologe. Er war von 1981 bis 1999 Direktor des Evangelischen Bundes und Leiter des Konfessionskundlichen Instituts in Bensheim.

## Leben
Nach dem Abitur, das er 1955 am Humanistischen Stadtgymnasium in Dortmund ablegte, studierte Frieling Evangelische Theologie in Marburg, Münster sowie an der Ökumenischen Hochschule des ÖRK in Bossey bei Genf. Während seines Studiums wurde er Mitglied des Marburger und des Münsterschen Wingolfs.
Nach seinem Vikariat in der Evangelischen Kirche von Westfalen (1960–1963) wurde er 1963 ordiniert und wirkte bis 1967 als Berufsschulpfarrer der Vereinigten Kirchenkreise Dortmund und Lünen. 1967 promovierte er an der Westfälischen Wilhelms-Universität in Münster mit einer Arbeit über die Bewegung für Glauben und Kirchenverfassung. Danach arbeitete er als Ökumene- und Lateinamerikareferent des Konfessionskundlichen Instituts des Evangelischen Bundes in Bensheim. 1976 wechselte er als Pfarrer in die Evangelische Kirche in Hessen und Nassau, wo er neben seiner Arbeit im Konfessionskundlichen Institut in der Ökumeneabteilung der Kirchenverwaltung in Darmstadt beratend tätig war.
1981 wurde Frieling Direktor des Evangelischen Bundes und Leiter des Konfessionskundlichen Institutes. Daneben wirkte er unter anderem seit 1988 als Honorarprofessor für Systematische und Ökumenische Theologie an der Philipps-Universität Marburg.
Von 1983 bis 2002 war Reinhard Frieling Mitglied der EKD-Synode. Er nahm an allen Vollversammlungen des Ökumenischen Rates der Kirchen von 1968 in Uppsala bis 2006 in Porto Alegre teil. Zwischen 1993 und 1998 gehörte er der Gemeinsamen Arbeitsgruppe des ÖRK und der römisch-katholischen Kirche an.
Reinhard Frieling trat 1999 in den Ruhestand.

## Veröffentlichungen
(Auswahl)
- Die Bewegung für Glauben und Kirchenverfassung 1910–1937 (= Kirche und Konfession Bd. 16), Göttingen 1970 (Dissertation)
- Ökumene in Deutschland. Ein Handbuch der interkonfessionellen Zusammenarbeit in der Bundesrepublik. Göttingen 1970
- Katholisch und Evangelisch. Informationen über den Glauben (= Bensheimer Hefte 46), Göttingen 1973. 1. Auflage mit Ernst Albert Ortmann († 1980), 9. Aufl. 2007
- Der Weg des ökumenischen Gedankens. Eine Ökumenekunde (= Zugänge zur Kirchengeschichte Bd. 10), Göttingen 1992. Serbo-kroatische Übersetzung: Put ekumenske misli. Uvod u ekumenologiju. Bibliotheca Flaciana, Zagreb 2009
- Amt. Laie – Pfarrer – Priester – Bischof – Papst. Ökumenische Studienhefte 13 (= Bensheimer Hefte 99), Göttingen 2002
- Im Glauben eins – in Kirchen getrennt? Visionen einer realistischen Ökumene (= Bensheimer Hefte 106), Göttingen 2006